# Forsthaus (Iphofen)
Forsthaus ([ˈfɔʁstˌhaʊ̯s] , fränkisch: Foschdhaus) ist ein Gemeindeteil der Stadt Iphofen im unterfränkischen Landkreis Kitzingen. Forsthaus liegt in der Gemarkung Limpurgerforst.

## Geografische Lage
Die Einöde liegt im Südosten des Iphöfer Gemeindegebiets inmitten des Limpurger Forstes. Ein Anliegerweg führt einen Kilometer nördlich zur Kreisstraße KT 3 bei Fischhof.

## Geschichte
Das Gebäude wurde um 1800 errichtet. Im Jahr 1814 wurde Forsthaus erstmals schriftlich erwähnt. Es gehörte zum Steuerdistrikt Neundorf und der zugleich gebildeten Ruralgemeinde Neundorf. In den 1830er Jahren gehörte es zum Forstbezirk Forsthaus. In den 1840er und 1850er Jahren war es Teil der Gemeinde Possenheim, danach gehörte es wieder zu Neundorf.
Forsthaus war das Wohnhaus des Gräflich Limpurg-Rechtern’schen Jägers, außerdem war dort eine Tagelöhnerwohnung untergebracht. Bis 1967 war es anschließend Teil der Besitzungen des Freiherren von Massenbach, ehe es in den Besitz des Landes Bayern kam.
Am 1. Januar 1972 wurde Forsthaus im Zuge der Gebietsreform in Bayern nach Sugenheim eingemeindet. Mit der Eingliederung der Gemarkung Limpurgerforst in die Gemeinde Iphofen am 1. Januar 1984 wurde Forsthaus zu einem Gemeindeteil von Iphofen.

### Ehemaliges Baudenkmal
- Haus Nr. 1: Erdgeschossiger Fachwerkbau von sieben zu zwei Achsen mit Halbwalmdach. In der Mitte der Traufseite hat es ein rechteckiges Portal.[16] Um 1800 erbaut.

### Einwohnerentwicklung
| Jahr      | 001818 | 001836 | 001840 | 001861 | 001871 | 001885 | 001900 | 001925 | 001950 | 001961 | 001970 | 001987 |
| Einwohner | 5      | 15     | 24     | *      | 20     | 13     | 21     | 13     | 9      | 10     | 3      | 3      |
| Häuser    | 1      | 2      | 2      |        |        | 3      | 2      | 2      | 1      | 2      |        | 1      |
| Quelle    | [ 7 ]  | [ 9 ]  | [ 10 ] | [ 12 ] | [ 18 ] | [ 19 ] | [ 20 ] | [ 21 ] | [ 22 ] | [ 23 ] | [ 24 ] | [ 1 ]  |

## Religion
Forsthaus ist evangelisch-lutherisch geprägt und war bis Mitte des 19. Jahrhunderts nach Neundorf gepfarrt, seitdem ist die Kirchengemeinde Dornheim zuständig, die eine Filiale von Helmitzheim ist.